# Shigeyuki Nakarai
Shigeyuki Nakarai (半井 重幸, Nakarai Shigeyuki, 11 de março de 2002) é um breakdancer japonês.

## Carreira
Começou a competir em competições mundiais aos 9 anos e, em 2014, venceu a divisão sub-12 do campeonato mundial de breakdance Chelles Battle Pro. Em 2015, conquistou o primeiro lugar na categoria solo infantil no concurso mundial "The Notorious IBE 2015" realizado na Holanda. Além disso, aos 13 anos, ela se tornou a pessoa mais jovem a vencer a categoria solo geral no campeonato mundial New Taipei Bboycity, realizado em Taiwan. Em setembro de 2017, participou da final mundial do Red Bull BC One, considerada a principal competição de breakdance do mundo, tornando-o participante mais jovem de todos os tempos.
Nakarai competiu na primeira aparição do breaking nos Jogos Olímpicos de Verão de 2024, terminando a competição em quarto lugar.